# Pigna
Cet article concerne une commune corse. Pour la commune italienne homonyme, voir Pigna (Italie).
Pigna est une commune française située dans la circonscription départementale de la Haute-Corse et le territoire de la collectivité de Corse. Le village appartient à la piève d'Aregno, en Balagne.

## Géographie

### Situation
Pigna est une petite commune du littoral balanin, sans façade maritime. Pigna se situe sous Sant'Antonino, entouré d'Aregno côté intérieur et de Corbara côté mer. Il domine Algajola sur le littoral dont il est à 3 km à vol d'oiseau.
La commune est membre de la communauté de communes de l'Île-Rousse - Balagne.
Communes limitrophes

### Géologie et relief
La commune occupe une petite partie (superficie de 2,21 km2) de la Vallée du Regino, une zone dépressionnaire dans la partie orientale de la Balagne, dans un secteur composé avec des sédiments quaternaires et des formations sédimentaires et métamorphiques.
Cette cuvette est la partie septentrionale du sillon qui va, sans interruption, de l'embouchure du Regino à la marine de Solenzara, et est à peu près parallèle à la ligne des grands sommets au pied desquels elle forme un immense fossé.
Son territoire s'étale depuis un petit chaînon montagneux oriental, comportant Cima di Sant'Angelo (553 m - Corbara), Capu Corbinu (553 m) son culmen « à cheval » sur Santa-Reparata-di-Balagna, Capu all'affacata (463 m - Sant'Antonino). De Capu Corbinu, démarre une ligne de crête orientée vers l'ouest, jusqu'à Capo Mozzelo (364 m). Cette ligne de crête qui sépare Pigna de la commune de Sant'Antonino, décline ensuite rapidement en direction du lit du Regino.

### Hydrographie
La commune est traversée par un ruisseau sans nom qui apporte ses eaux au ruisseau de Migliani, lequel se jette dans la mer à l'est de la plage d'Aregno.
Au nord-ouest, le ruisseau de Teghiella (ou Fica fossa), affluent du ruisseau de Migliani longe les limites territoriales de la commune.

### Voies de communication et transports

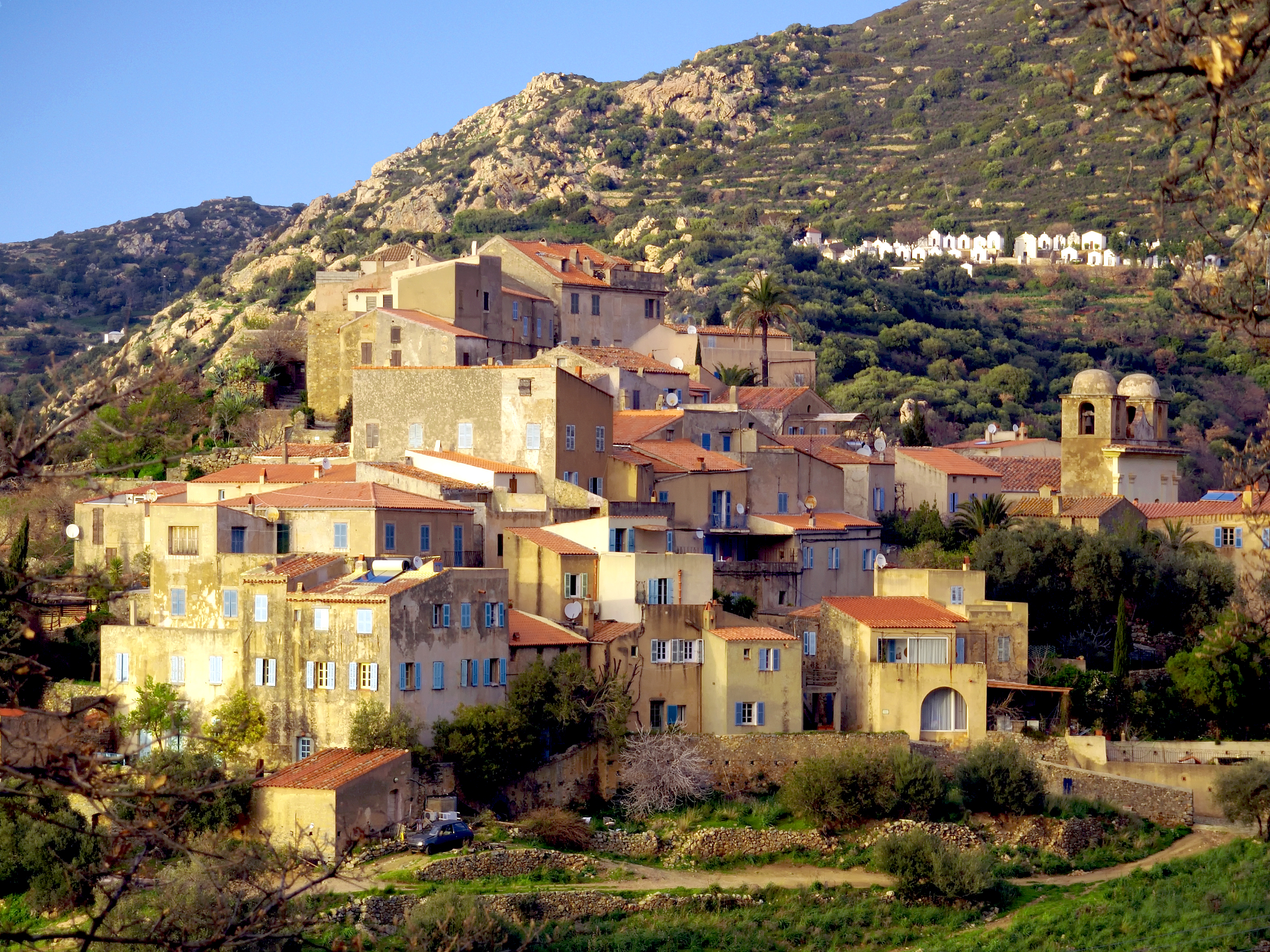
Le village.

#### Accès routiers
Le village de Pigna se situe en contrebas de la route D 151, la voie d'accès menant aux localités voisines de Corbara et d'Aregno. Le seul lieu de stationnement offert aux visiteurs est un parking privé dont l'accès est facturé 2 €.

#### Transports
La commune n'est pas desservie par les C.F.C. dont la ligne longe le littoral voisin. La gare de L'Île-Rousse est la plus proche, distante de 8,5 km. La gare d'Aregno-plage, distante de 9,5 km, est en période estivale un arrêt important du « tramway des plages » qui longe la côte et les plages entre Calvi et L'Île-Rousse.
Le village de Pigna est distant de 9 km du port de commerce de L'Île-Rousse et à 23 km de celui de Calvi. L'aéroport le plus proche est celui de Calvi-Sainte-Catherine, à 22 km.

## Urbanisme

### Typologie
Pigna est une commune rurale, car elle fait partie des communes peu ou très peu denses, au sens de la grille communale de densité de l'Insee,,,.
La commune est en outre hors attraction des villes,.

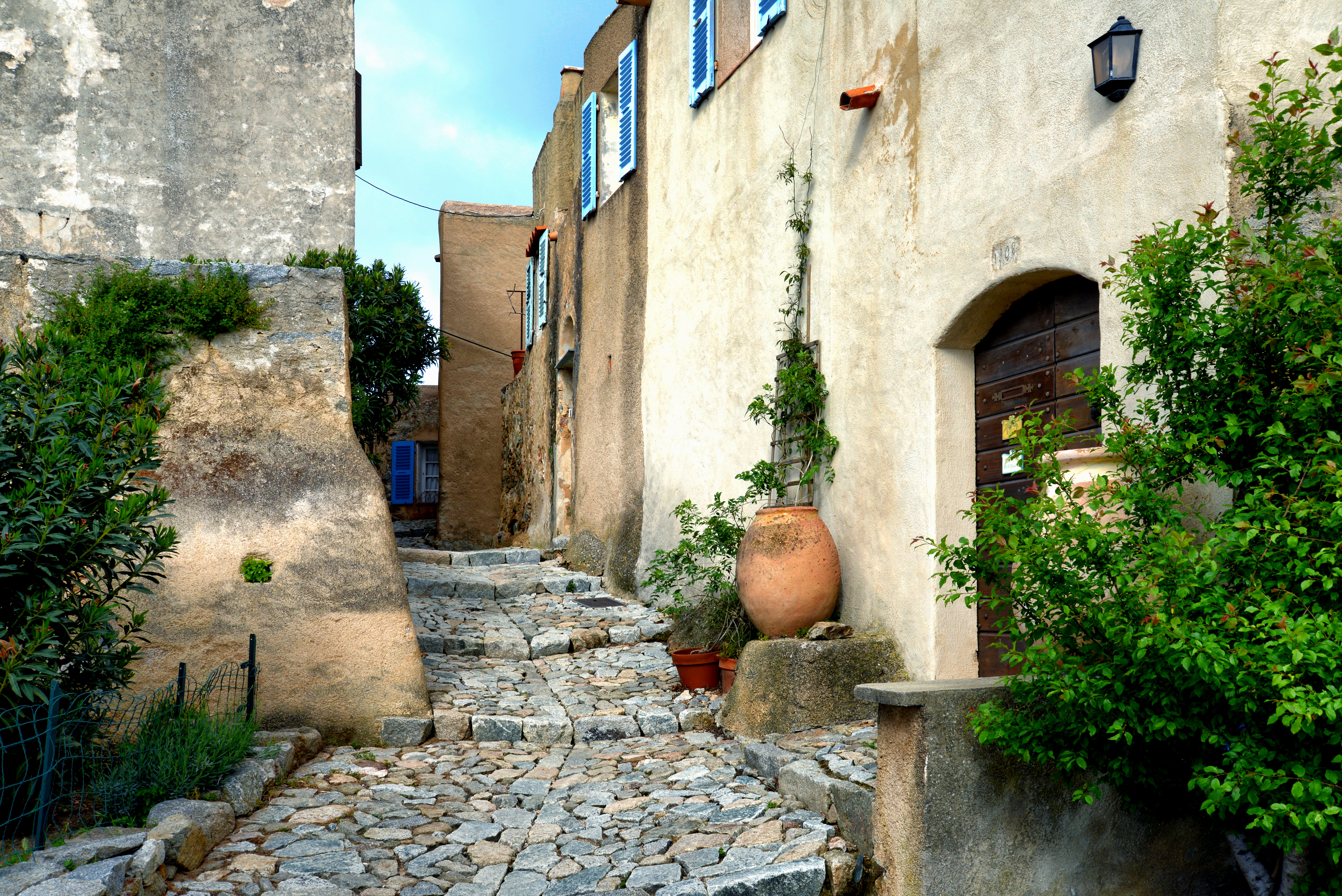
Ruelle du village.

Le village de Pigna est bâti sur les hauteurs, sur un éperon rocheux à 224 mètres d'altitude, au pied d'une montagne culminant à 562 mètres. Il est le principal lieu habité de la commune. Au lieu-dit Baccali dans la plaine, composé de quelques habitations, se trouve un centre équestre.

### Occupation des sols
L'occupation des sols de la commune, telle qu'elle ressort de la base de données européenne d’occupation biophysique des sols Corine Land Cover (CLC), est marquée par l'importance des forêts et milieux semi-naturels (67,2 % en 2018), une proportion identique à celle de 1990 (67,2 %). La répartition détaillée en 2018 est la suivante : 
forêts (36,9 %), milieux à végétation arbustive et/ou herbacée (30,3 %), zones agricoles hétérogènes (20,3 %), prairies (12,4 %). L'évolution de l’occupation des sols de la commune et de ses infrastructures peut être observée sur les différentes représentations cartographiques du territoire : la carte de Cassini (XVIIIe siècle), la carte d'état-major (1820-1866) et les cartes ou photos aériennes de l'IGN pour la période actuelle (1950 à aujourd'hui).

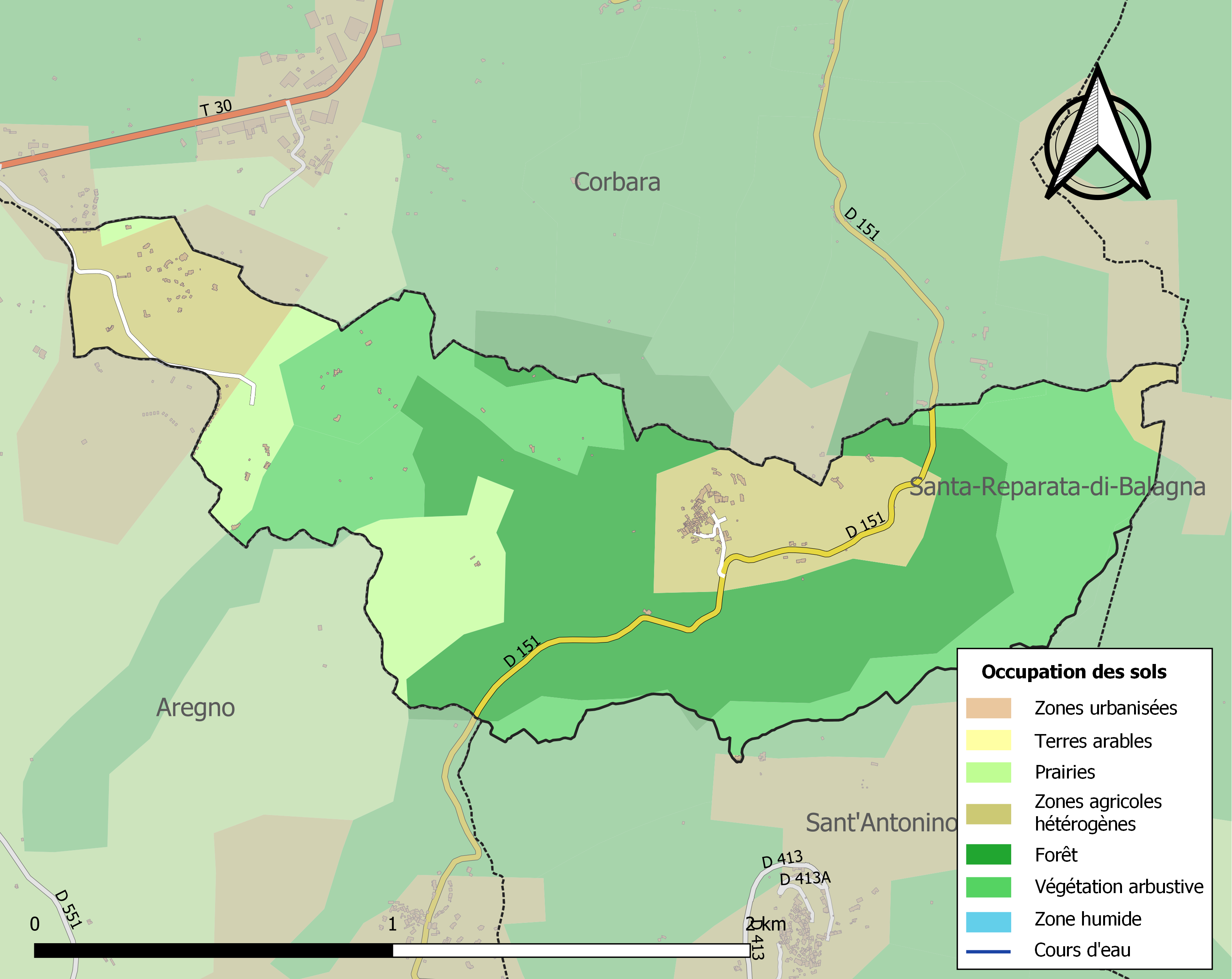
Carte des infrastructures et de l'occupation des sols de la commune en 2018 (CLC).

## Histoire

### Moyen Âge
Le village fut édifié par Consalvo Romano en l'an 816. Il eut deux fils qui, après sa mort, divisèrent entre eux l'héritage paternel : l'un habita la maison paternelle appelée la Torra, et le second vécut dans une maison voisine construite en pierres carrées taillées à la main. Jusqu'au XVIIe siècle ces deux familles vécurent dans l'opulence, malgré quelques persécutions dues aux Génois. Mais en 1680 une rivalité entre ces deux familles et leurs descendants fit que la deuxième branche tua un membre de la première. Pour ce meurtre ils subirent de la part du gouvernement Génois le bannissement et la confiscation de leurs biens. Ils obtinrent enfin le pardon contre la perte de tous leurs biens. De cette famille descendent les Consalvi avec comme premier porteur du nom Piétro Giovanni descendant de Giuseppe.

### Temps modernes
Au début du XVIIIe siècle, Pigna faisait partie des seize villages qui composaient la pieve d'Aregnu. Aregnu se trouvait dans l'ancienne province de Balagne, riche par son agriculture.

« La Balagna : Provincia più fertile di tutte le altre di Corsica, sebbene non arriva à miglie 70 di ampiezza, e molto più ricca per l’abbondanza di oglio, di cui ne fà gran traffico. Cinque Pievi contiene questa Provincia ; cioè Ostricone, Giussani, S.Andrea, Aregno, e Tuuani. »

— Francesco Maria Accinelli L’histoire de la Corse vue par un Génois du XVIIIe siècle - Transcription d’un manuscrit de Gênes - ADECEC Cervioni et l’Association FRANCISCORSA Bastia 1974, pages 226-227
.Après avoir suivi le déclin du monde rural, Pigna, dans les années 60, a relevé le défi de la vie. Il compte aujourd'hui plus d'enfants que de vieillards et l'on y produit dans le calme des grandes certitudes[pas clair].
Un berger, trois agriculteurs, un potier, un graveur, un taille-doucier, un maçon, un luthier, un flutier,un fabricant de vins aromatiques, une boutique d'artisanat et agro-alimentaire, plusieurs chambres d'hôtes, cinq restaurants,deux auberges, en apportent la preuve.

### Époque contemporaine
En 1954, le canton de L'Île-Rousse était composé des communes de Corbara, L'Île-Rousse, Monticello, Pigna, Sant'Antonino et Santa-Reparata-di-Balagna. 
Pigna comptait alors 60 habitants permanents.

## Politique et administration

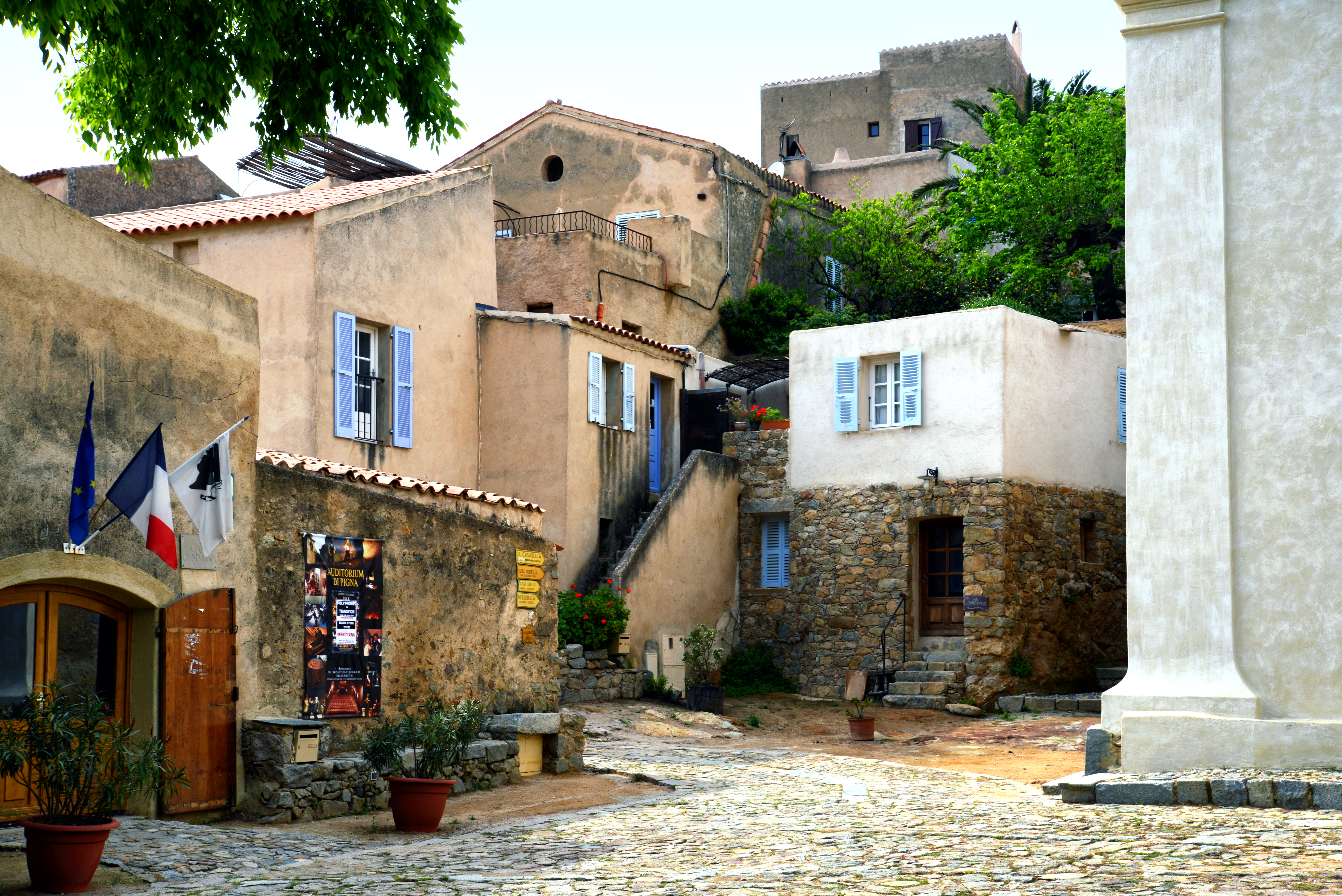
La mairie, place de l'église.

### Liste des maires
| Période                                  | Période       | Identité                  | Étiquette | Qualité   |
| ---------------------------------------- | ------------- | ------------------------- | --------- | --------- |
| maire en 1911                            | ?             | Louis Franceschini        |           |           |
| mars 1973                                | mars 2008     | Bibiane Martelli-Consalvi | PRG       |           |
| mars 2008                                | Décembre 2022 | Joséphine Martelli        | DVG       | Retraitée |
| Les données manquantes sont à compléter. |               |                           |           |           |

## Population et société

### Démographie
L'évolution du nombre d'habitants est connue à travers les recensements de la population effectués dans la commune depuis 1800. Pour les communes de moins de 10 000 habitants, une enquête de recensement portant sur toute la population est réalisée tous les cinq ans, les populations de référence des années intermédiaires étant quant à elles estimées par interpolation ou extrapolation. Pour la commune, le premier recensement exhaustif entrant dans le cadre du nouveau dispositif a été réalisé en 2007.

En 2022, la commune comptait 122 habitants, en évolution de +23,23 % par rapport à 2016 (Haute-Corse : +5,15 %, France hors Mayotte : +2,11 %).
| 1800 | 1806 | 1821 | 1831 | 1836 | 1841 | 1846 | 1851 | 1856 |
| ---- | ---- | ---- | ---- | ---- | ---- | ---- | ---- | ---- |
| 174  | 177  | 153  | 192  | 225  | 227  | 318  | 231  | 232  |

| 1861 | 1866 | 1872 | 1876 | 1881 | 1886 | 1891 | 1896 | 1901 |
| ---- | ---- | ---- | ---- | ---- | ---- | ---- | ---- | ---- |
| 235  | 225  | 211  | 196  | 183  | 161  | 170  | 172  | 155  |

| 1906 | 1911 | 1921 | 1926 | 1931 | 1936 | 1946 | 1954 | 1962 |
| ---- | ---- | ---- | ---- | ---- | ---- | ---- | ---- | ---- |
| 142  | 141  | 135  | 106  | 84   | 82   | 67   | 60   | 60   |

| 1968 | 1975 | 1982 | 1990 | 1999 | 2006 | 2007 | 2012 | 2017 |
| ---- | ---- | ---- | ---- | ---- | ---- | ---- | ---- | ---- |
| 60   | 101  | 110  | 92   | 95   | 97   | 97   | 100  | 95   |

| 2022 | - | - | - | - | - | - | - | - |
| ---- | - | - | - | - | - | - | - | - |
| 122  | - | - | - | - | - | - | - | - |

### Sports

#### Randonnées
Autrefois liens de communication essentiels entre les villages, de nombreux sentiers de randonnée placent Pigna au carrefours des itinéraires fréquentés par les randonneurs. Une partie d'entre eux est entretenue et promue par le schéma de randonnée intercommunal de Balagne. Depuis la place du village, il est possible pour les marcheurs d'atteindre en 10 minutes la chapelle du Lazio sans avoir à longer la route, puis d'accéder ensuite au sommet du mont Sant'Anghjulu. Un autre sentier escarpé conduit à Sant'Antonino.

#### Sports équestres
Un centre équestre est installé dans la plaine d'Aregno, en limite ouest du territoire communal, permettant d'accéder à cheval à la plage et aux chemins de randonnée.

### Manifestations culturelles et festivités

#### Estivoce
Pigna accueille chaque année EstiVoce (anciennement appelé Festivoce), festival de musique et de chansons anciennes.

## Culture locale et patrimoine

### Lieux et monuments

#### Enclos A Vaccaghja

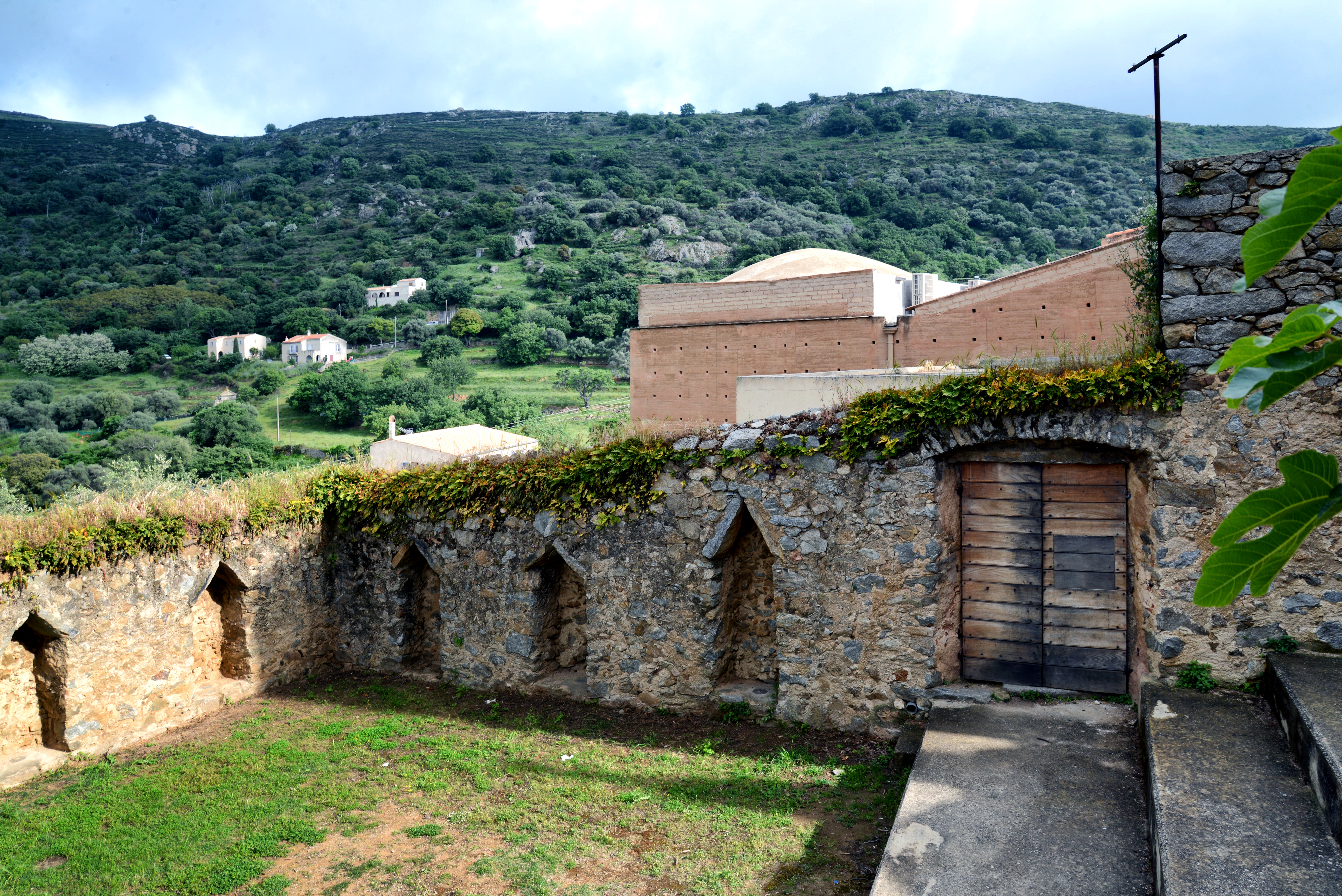
Enclos A Vaccaghja.

La Vaccaja est un ancien enclos pour bovidés transformé en auditorium de plein air de 220 places. Il est inscrit Monument historique par arrêté du 7 mars 1990.
Cet enclos est l'un des derniers témoignages de l'intense activité céréalière de la Balagne.

#### Église paroissiale de l'Immaculée Conception

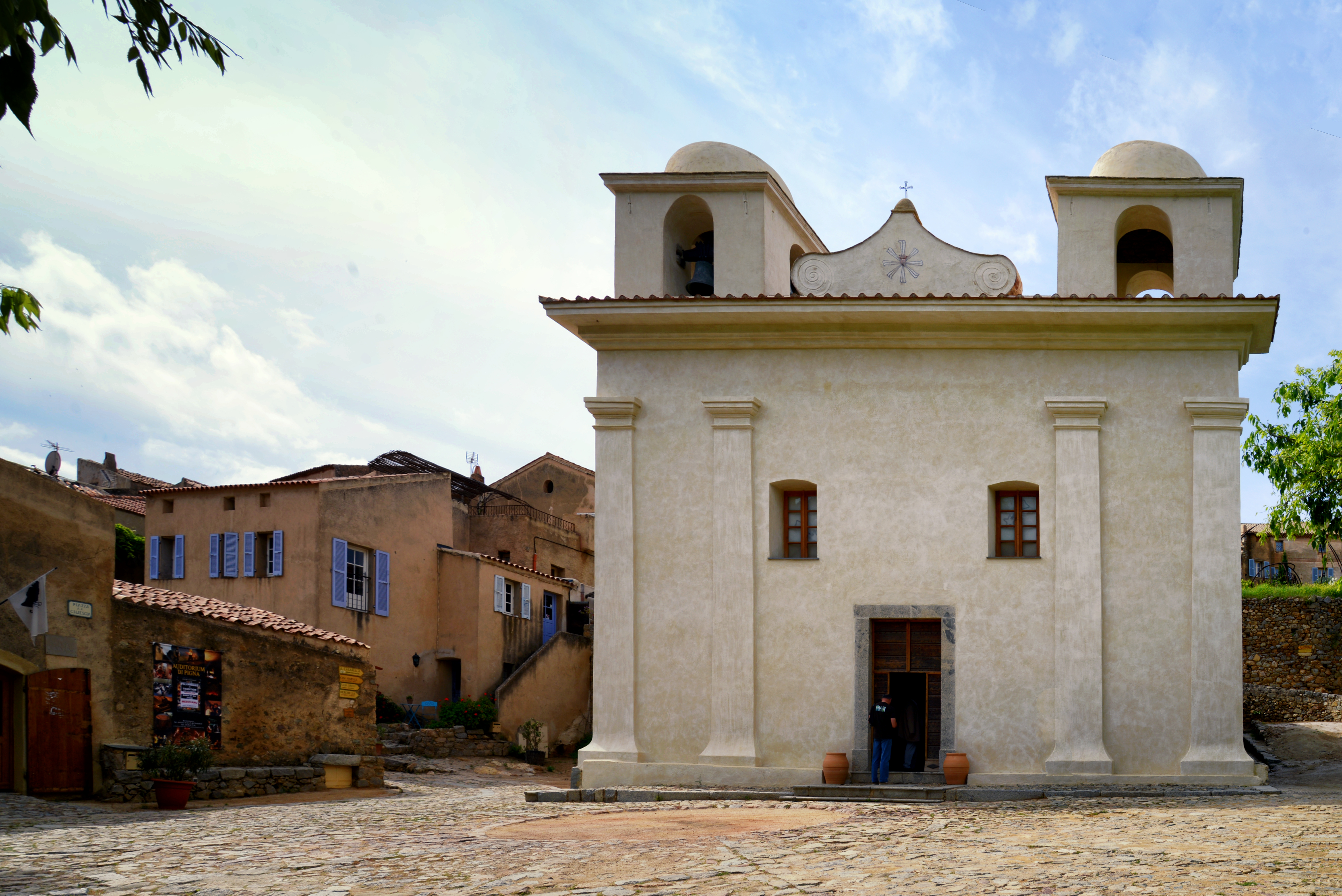
Église de l'Immaculée-Conception.

L'église paroissiale de l'Immaculée-Conception aux deux tours-clochers aux formes arrondies, au toit de tuiles romanes sur lesquelles pousse une herbe folle. Elle est en cours de restauration.
L'édifice renferme deux œuvres classées :
- tableau Rixe entre paysans du XVIIe siècle classé Monument historique en tant qu'objet par arrêté du 9 septembre 1969[16].
- tableau La Cène du début XVIIe siècle classé Monument historique en tant qu'objet par arrêté du 9 septembre 1969[17].

### Patrimoine culturel

#### Auditorium de Pigna

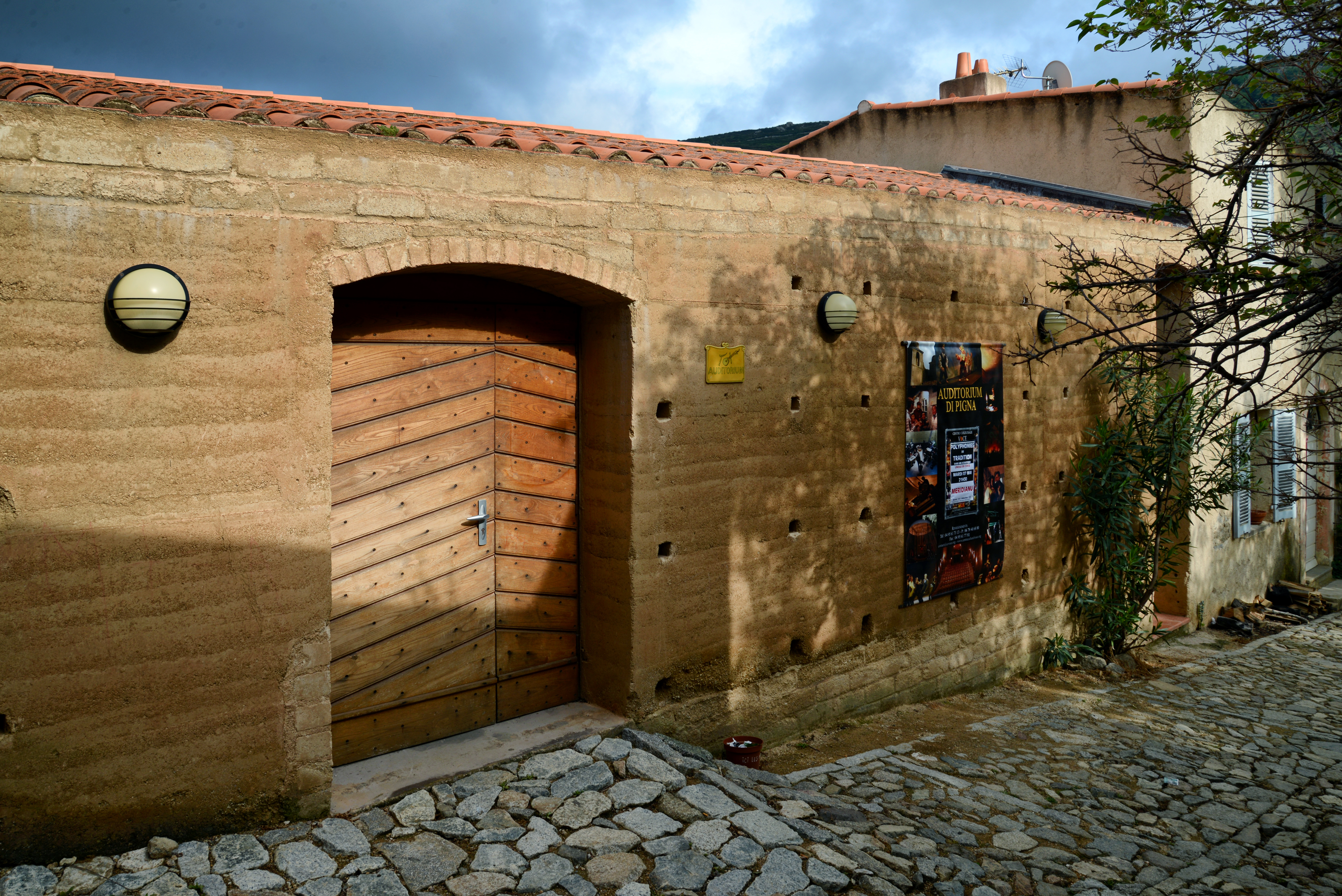
L'auditorium.

Construit entre 1998 et 2000 en terre crue, selon les préceptes de l'architecte égyptien Hassan Fathy, cet auditorium de 110 places accueille toute l'année des concerts dédiés à la voix. Musique ancienne, musique populaire, tradition et création sont programmées par le Centre culturel Voce auquel la commune a confié la gestion de ce remarquable équipement culturel. De nombreux enregistrements y ont été effectués, dont certains ont reçu des distinctions flatteuses. Le dernier en date : Les suites pour cello de Bach sur l'alto de Gérard Caussé.
Les architectes de l’auditorium sont Paul et François Casalonga.
Pour cet édifice, l’architecte Paul Casalonga a reçu le prix d’honneur spécial du Palmarès d’architecture corse (ainsi que pour l’ensemble de sa production architecturale).

#### Autres
- La Casa musicale avec sa résidence pour musiciens.
- La Céramique de Pigna et son atelier visitable hors saison estivale
- Les aires à blé (aghja).

### Patrimoine naturel

#### ZNIEFF
Pigna est concernée par une zone naturelle d'intérêt écologique, faunistique et floristique :
Oliveraies et boisement des collines de Balagne
La zone couvre une superficie de 1 958 ha. Elle est divisée en plusieurs unités réparties dans les principales vallées concernant dix communes de Balagne, représentant les vestiges de l'ancien paysage arboré qui recouvrait la microrégion. L'olivier se rencontre sous la forme de rejets de souche après le feu.

### Personnalités liées à la commune
- Laurent-Marie Casabianca (né à Pigna), qui a écrit Le berceau de Christophe Colomb devant l’Institut de France et l’opinion publique (1890) afin de détruire la thèse de Christophe Colomb Calvais.
- Toni Casalonga

## Galerie

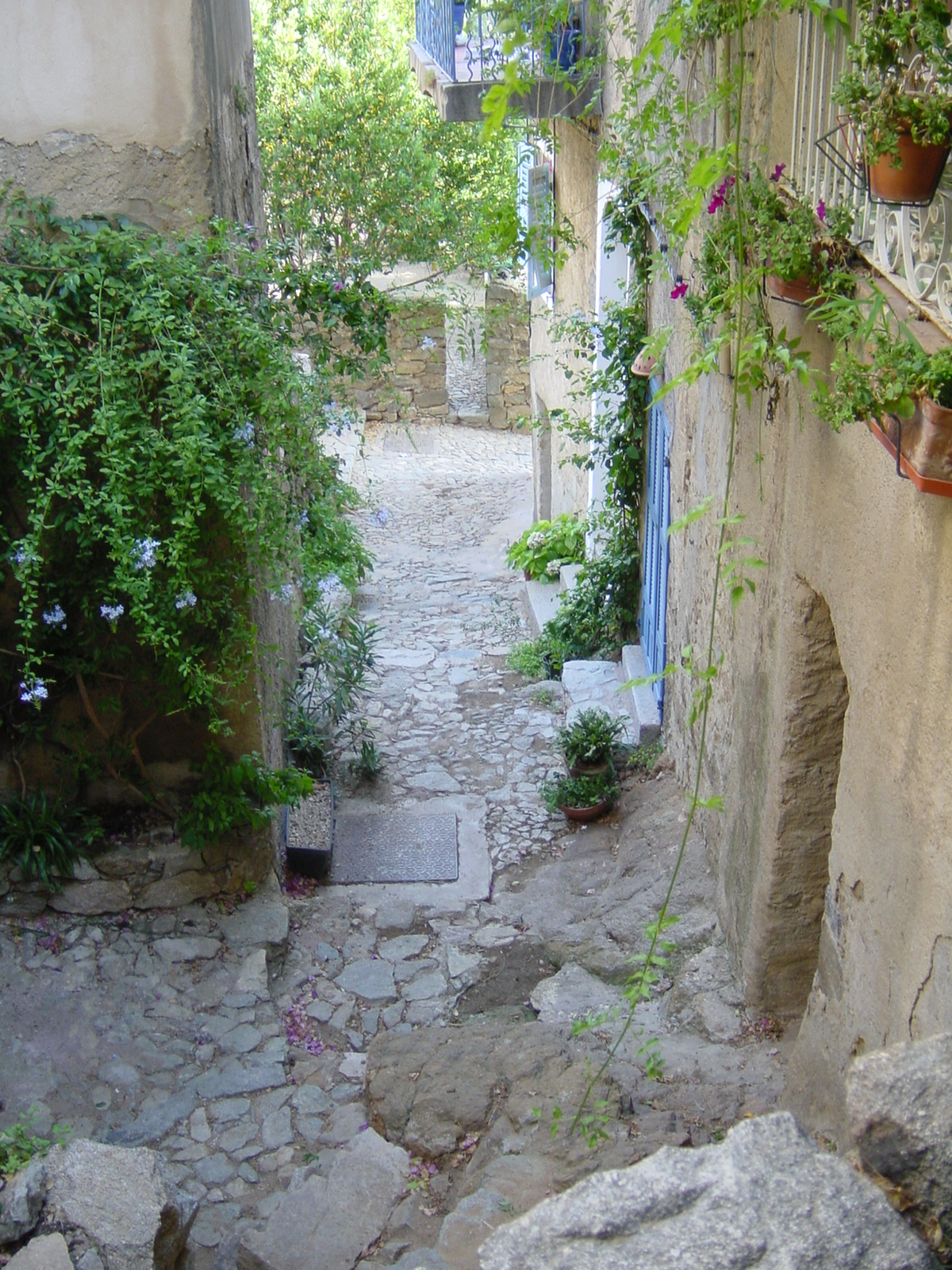
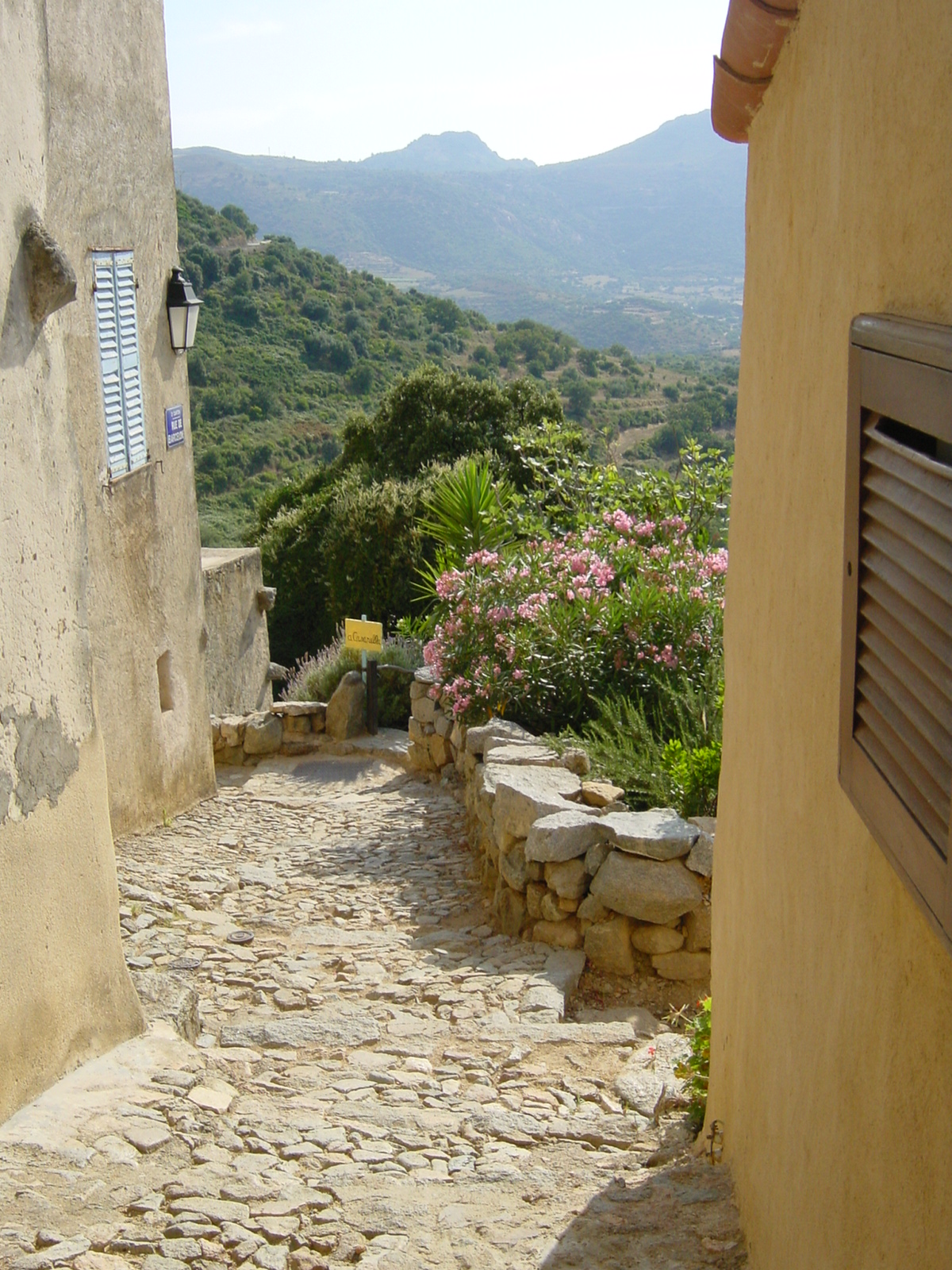
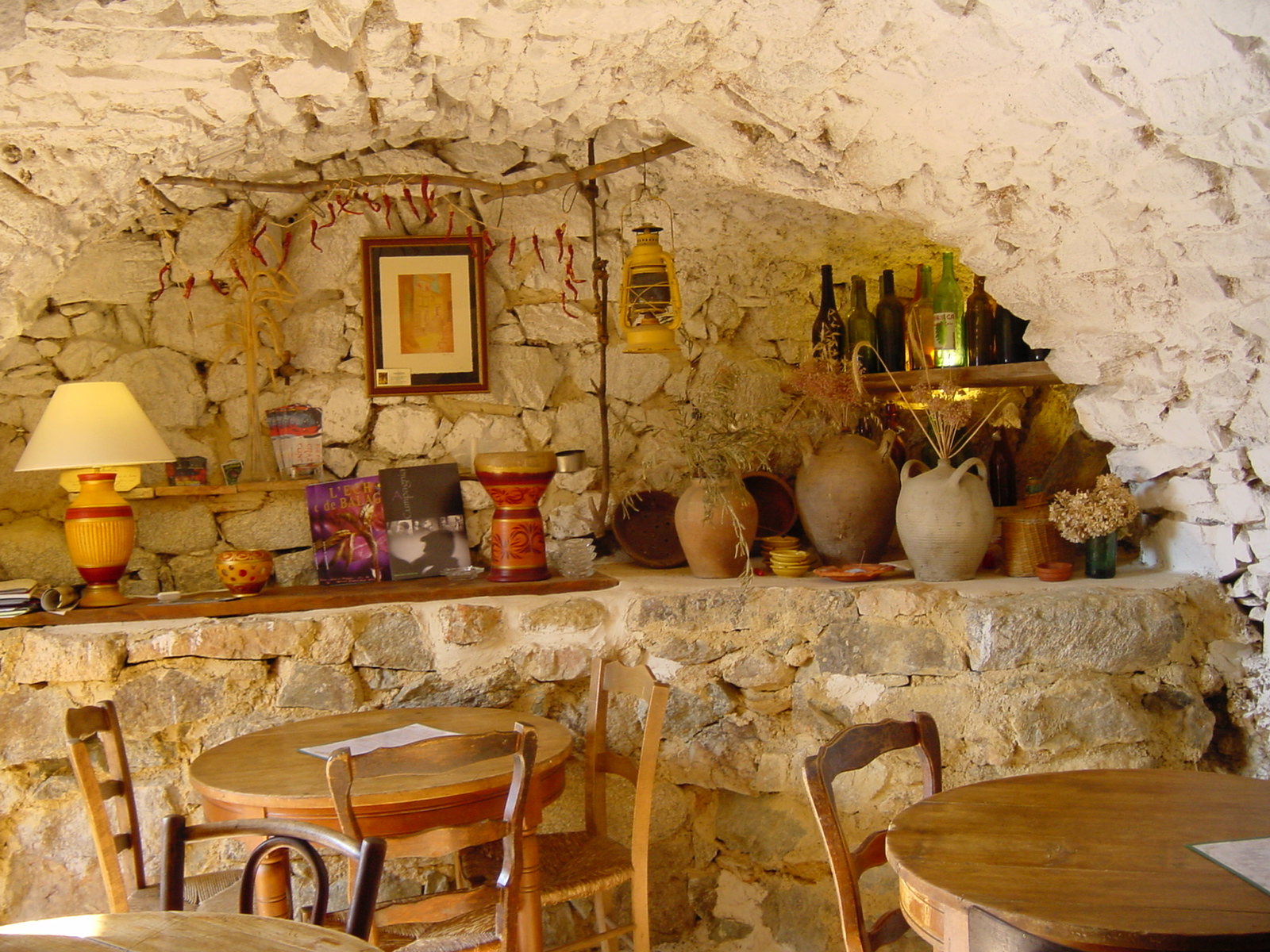
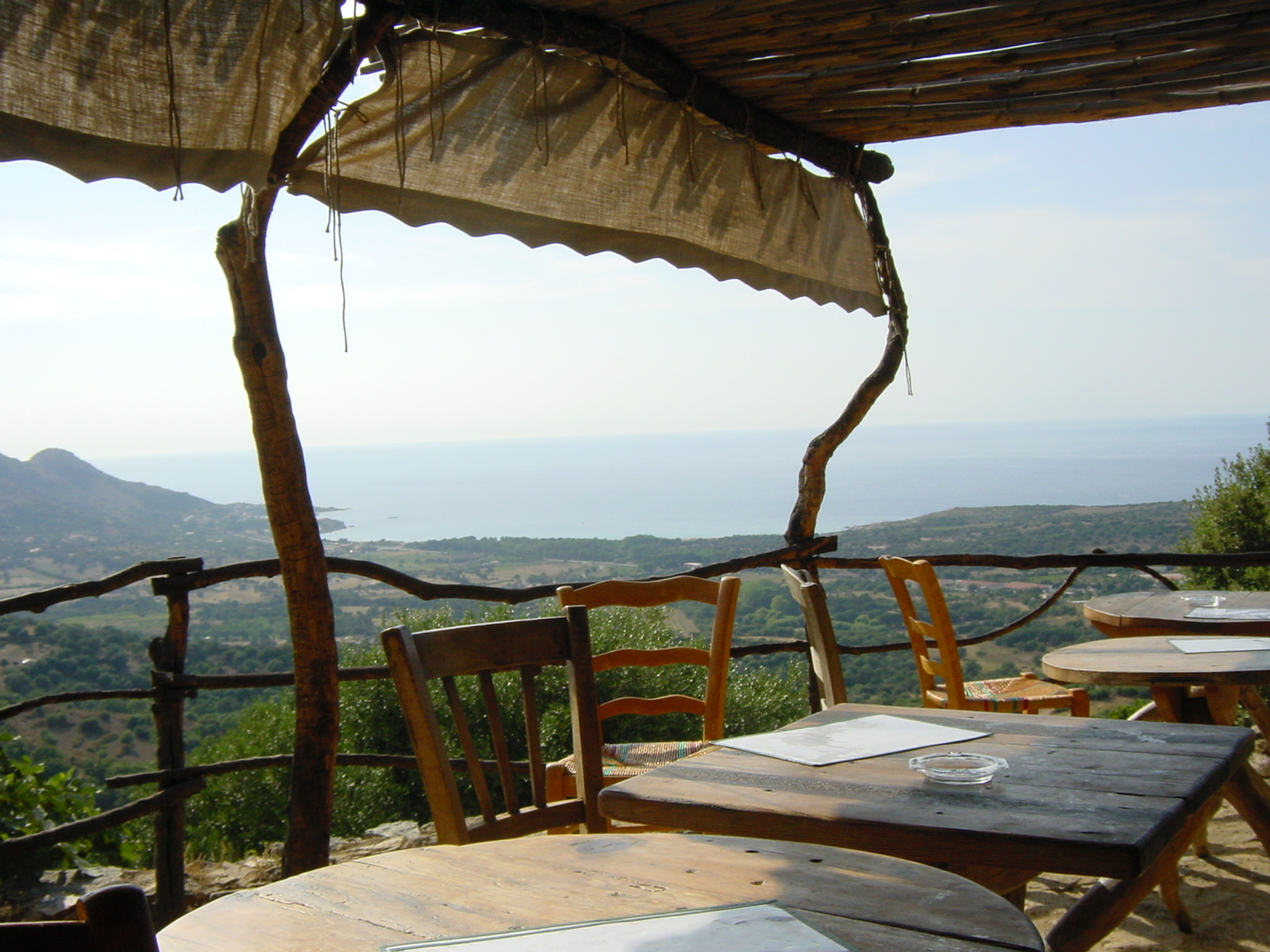
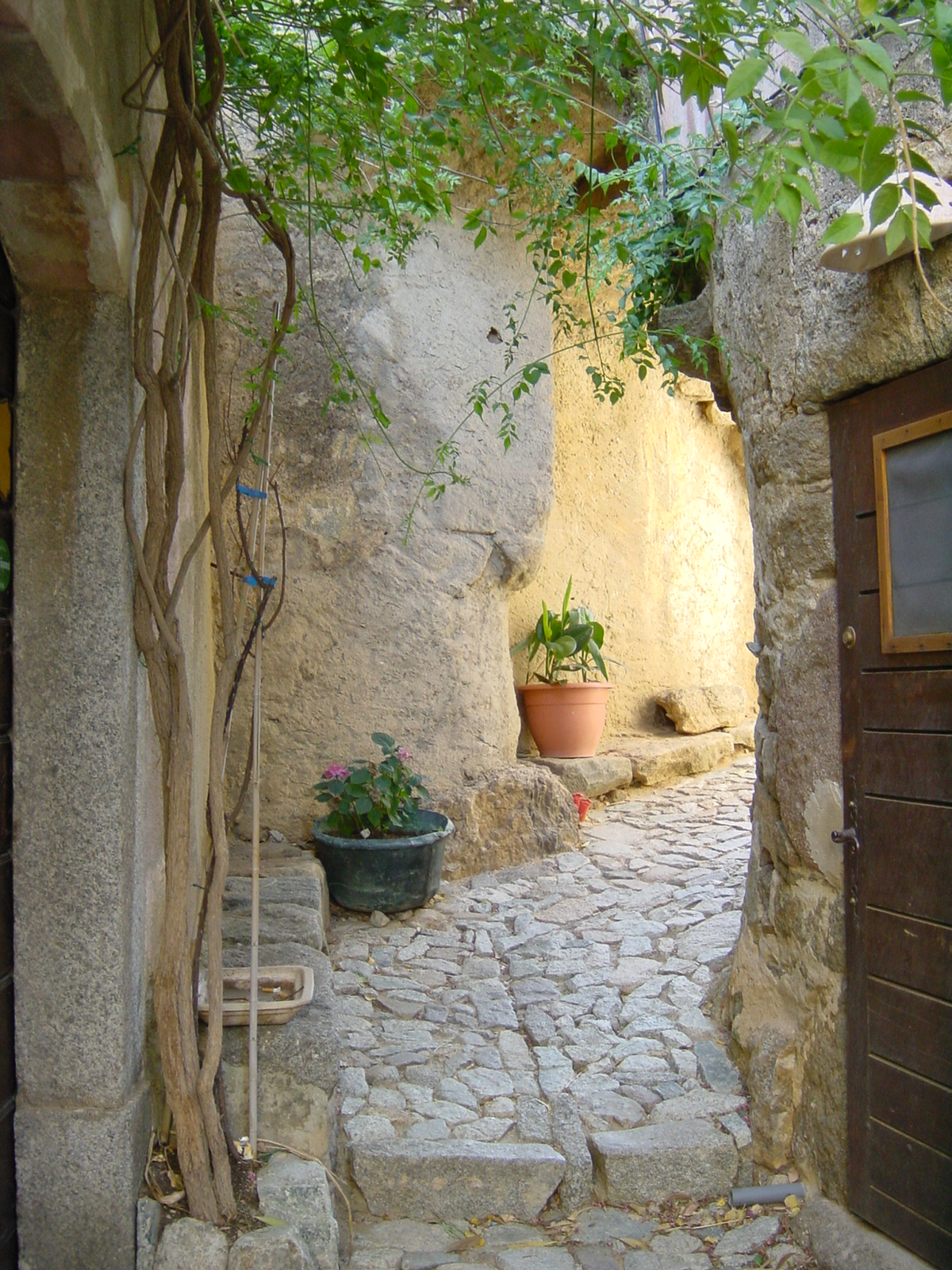